# Алешковские пески
Але́шковские пески́, Алёшковские пески́, Нижнеднепро́вские пески (укр. Оле́шківські піски́) — песчаный массив, расположенный на территории Украины в 30 км к востоку от города Херсона. Площадь самого́ песчаного массива (состоящего из отдельных участков — т. н. арен) — 162 000 га (1620 км2), а с учётом промежутков, не покрытых песками (межаренные участки), — 208 493 га (2085 км2).

## Описание

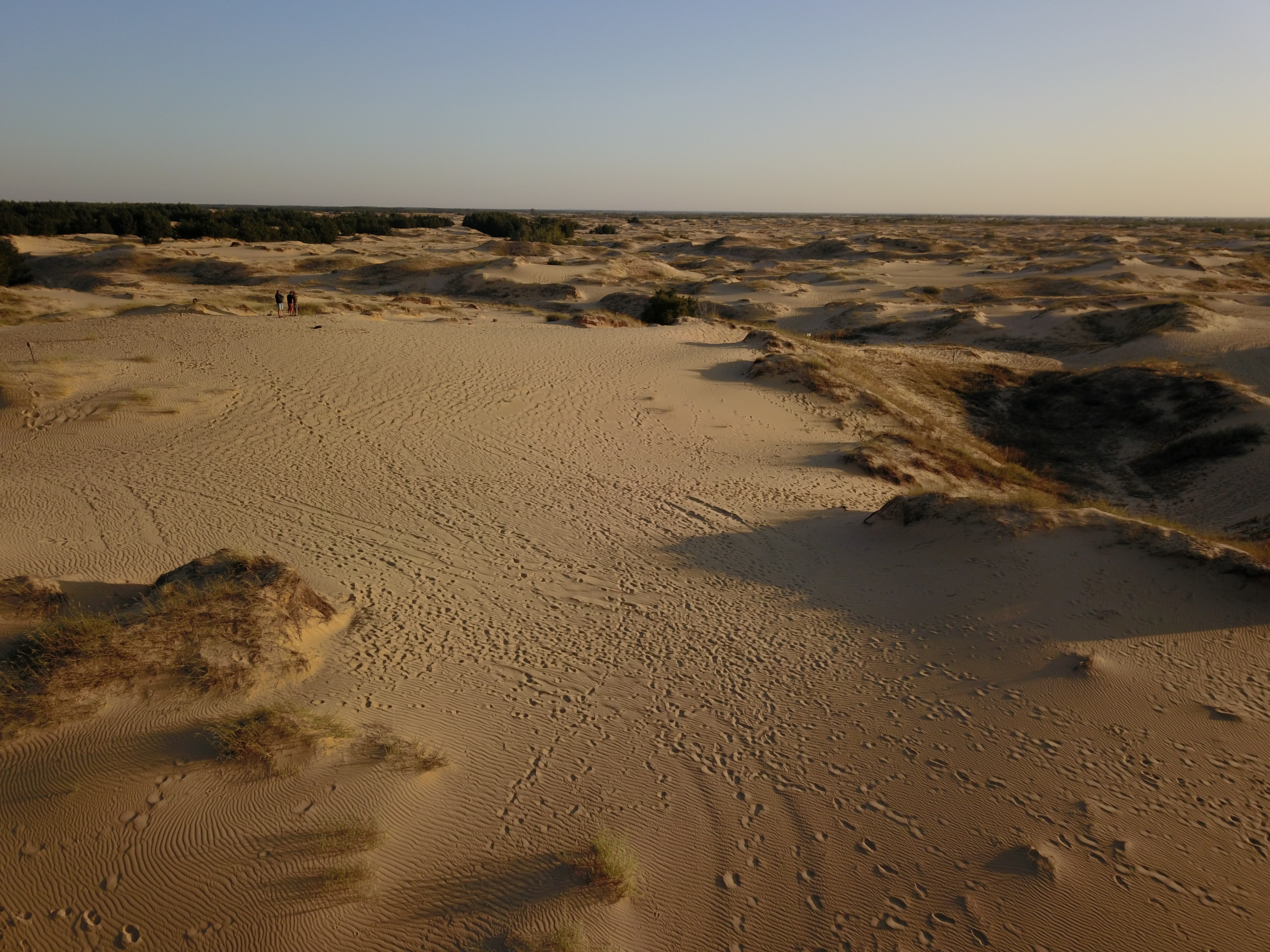
Закат в Алешковских песках

Алешковские пески не представляют собой сплошного массива, они складываются из семи участков — «арен»:
- Каховская (прилегает с запада к городу Новая Каховка),
- Казачьелагерная (к югу от села Казачьи Лагери),
- Алёшкинская (прилегает с юга к городу Алёшки),
- Виноградовская (прилегающая с севера к селу Виноградово),
- Чулаковская (прилегающая к северу к селу Чулаковка),
- Ивановская (прилегающая с севера к селу Ивановка),
- Кинбурнская (занимает Кинбурнский полуостров)[6].

Общая протяжённость территории, на которой расположены указанные арены, — до 35—40 км в направлении север—юг и до 150 км в направлении запад—восток вдоль левого берега Днепра и Днепровского лимана. Сейчас на песках растёт специально насаженный хвойный лес. Безлесным остался участок диаметром около 15 км в пределах Казачьелагерной арены, который использовался под военный полигон.
На территории двух участков массива — Казачьелагерного и Виноградовского (находящихся в его восточной части) — расположен национальный природный парк «Олешковские пески», созданный в 2010 году.
Алешковские пески являются самым крупным песчаным массивом на территории Украины. Состоят из дюн и песчаных бугров высотой около 5 метров (местные жители называют их «кучугурами»), с редкой псаммофитной растительностью.

## Название
Поселение «Олешье» известно с XI века. По данным археологов, в этой местности росли лиственные леса (дуб, клён, граб, липа, осина, берёза). Отсюда и древнее название города Олешье, и более поздняя форма Олешки и Алешки, Алёшки. В 1928—2016 годах город именовался Цюрупинском, в честь А. Д. Цюрупы (1870—1928). В украинской литературе разных лет пески в низовье Днепра называют «Олешківськими», в русской — Алешковскими, Алёшковскими, Олешковскими (работы советского времени до 1950-х годов), Нижнеднепровскими, реже — Цюрупинскими.

## Происхождение

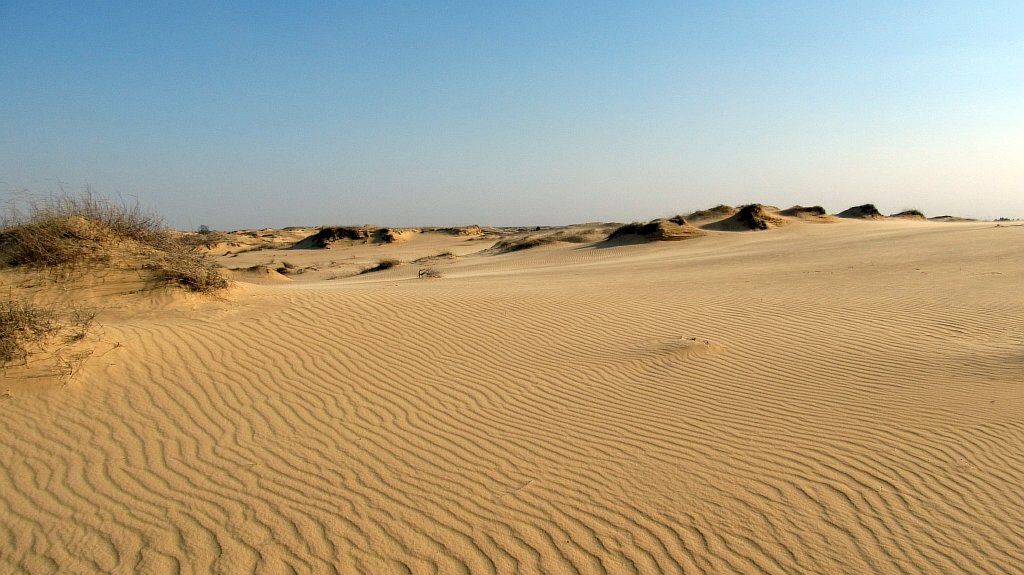
Пески в 2014 году

Алешковские пески в нынешнем своём виде появились очень недавно. В низовьях Днепра на высокой надпойменной террасе пески аккумулировались в ледниковый период, в современную нам геологическую эпоху постледниковья эоловые отложения закреплял покров степной растительности. В XVIII и XIX веках сюда начали завозить овец (один только Фридрих Фальц-Фейн, основатель заповедника Аскания-Нова, владел огромными стадами до миллиона голов), которые в результате перевыпаса разредили, а местами и уничтожили растительный покров, освободили пески, а ветровая эрозия дала им возможность расширяться. По словам почвоведа П. А. Костычева, изучавшего Алешковские пески в 1880-х годах, этот массив не более чем за сто лет до того времени был сплошь закреплён растительностью, местами древесной. Мнение, «будто появление песков произошло от изменения климатических условий местности», Костычев считает совершенно голословным («доказательств на это нет ни малейших»). «Образование сыпучих песков и препятствие к их закреплению обусловливаются одною и тою же и притом только одною причиною: усиленной пастьбою скота». В «Журнале общеполезных сведений» за 1837 год указывается, что площадь лесов на песках нижнего Днепра, составлявшая в 1802 году более 5000 га, к 1832 году упала практически до нуля.

## География, климат
Опытные работы по закреплению песков были начаты в конце XVIII века, но масштабный характер приобрели в 1830—1840-х годах в связи с деятельностью по активизации лесоразведения министра финансов графа Канкрина и с образованием Алешковского лесничества. Период генерального межевания и наделения крестьян землёй (1859—1890 годы) обернулся катастрофой для лесов, и площади песков значительно увеличились. Восстановление было продолжено только начиная с 1920-х годов. Впоследствии под руководством доктора наук Л. Г. Ткачука (1905—1970). Сейчас пески остановлены по краям большими лесными посадками общей площадью около 1 тыс. км2 (или приблизительно половина площади песчаного массива). В регионе действует Степной филиал Украинского НИИ лесного хозяйства и агролесомелиорации (УкрНИИЛХА), который решает проблемы комплексного использования песков, а также создания препятствий на пути расширения их территории.
Хотя Алешковские пески часто называют пустыней, это неверно. По температурному режиму и количеству осадков их можно отнести скорее к полупустыням. Тем не менее климатические условия таковы, что летом песок нагревается до 75 °C. Максимальная отмеченная температура поверхности песка на нижнеднепровских аренах достигала 77 °C. Воздух над песками прогревается сильнее, чем над окружающей местностью, влажность воздуха снижается, поэтому в летнее время дождевые капли быстро испаряются, и интенсивность дождей (по некоторым неподтверждённым данным) здесь несколько меньше, чем в самом Херсоне, который находится по другую сторону Днепра. Несмотря на то, что сейчас пески сдерживаются лесами, иногда они заносят окраины близлежащих селений.
| Показатель                                                                      | Янв. | Фев. | Март | Апр. | Май  | Июнь | Июль | Авг. | Сен. | Окт. | Нояб. | Дек. | Год  |
| ------------------------------------------------------------------------------- | ---- | ---- | ---- | ---- | ---- | ---- | ---- | ---- | ---- | ---- | ----- | ---- | ---- |
| Средний суточный максимум, °C                                                   | 0,7  | 1,9  | 6,2  | 14,8 | 21,3 | 25,9 | 28,5 | 28,0 | 22,7 | 15,4 | 8,2   | 3,8  | 14,8 |
| Средняя температура, °C                                                         | −2,4 | −1,4 | 2,4  | 9,9  | 15,9 | 20,2 | 22,6 | 22,0 | 16,9 | 10,5 | 4,8   | 1,0  | 10,2 |
| Средний суточный минимум, °C                                                    | −5,5 | −4,6 | −1,4 | 4,9  | 10,5 | 14,5 | 16,7 | 15,9 | 11,0 | 5,6  | 1,4   | −1,9 | 5,6  |
| Норма осадков, мм                                                               | 31   | 29   | 24   | 31   | 38   | 44   | 49   | 34   | 40   | 29   | 34    | 36   | 419  |
| Источник: Climate Data (англ.). www.ifpri.org. Дата обращения: 23 августа 2022. |      |      |      |      |      |      |      |      |      |      |       |      |      |

## Облесение песков

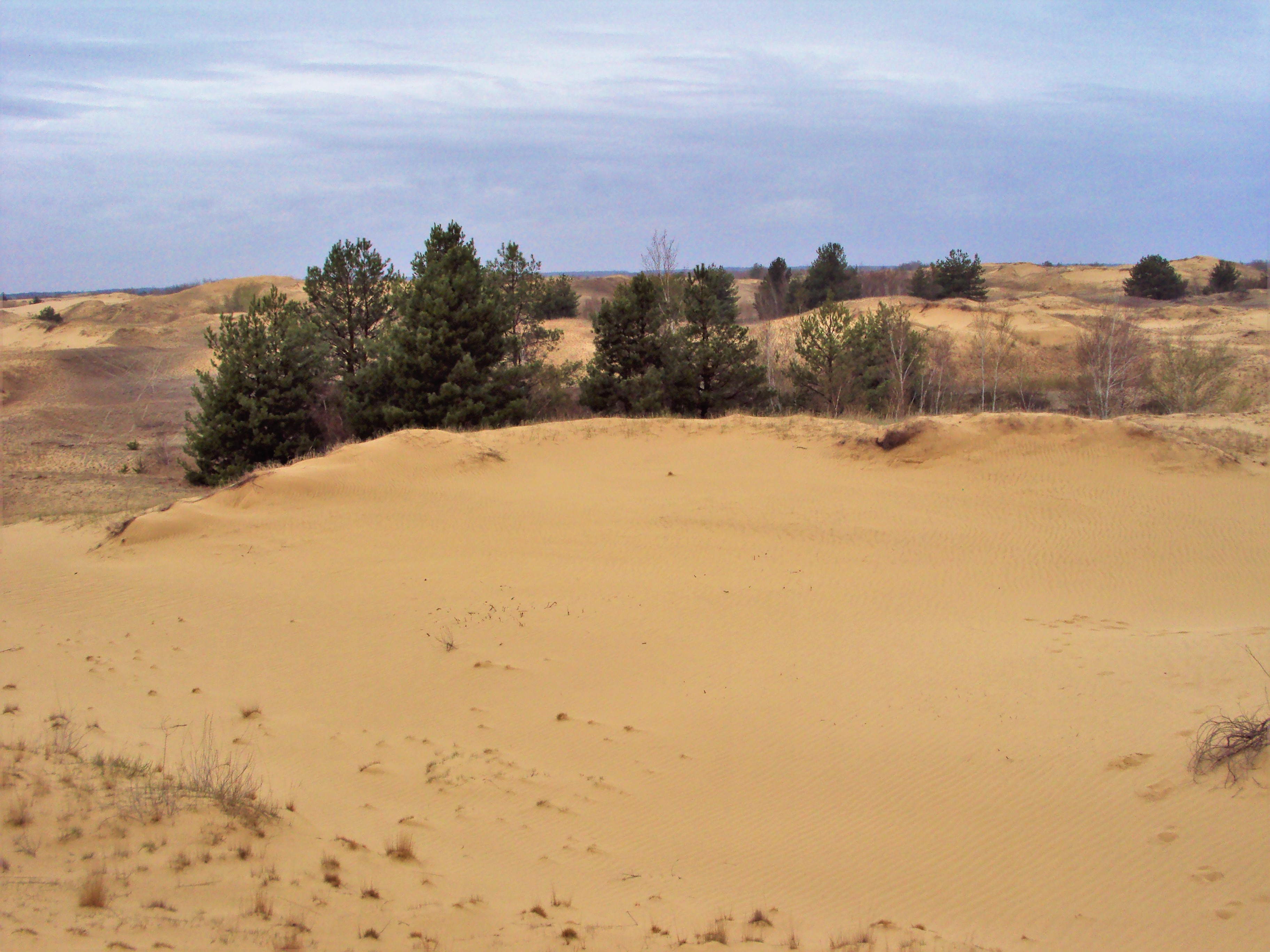
Сосновый лес здесь рукотворен, но иногда встречается и самостоятельная поросль

В XX веке с наступлением песков активно начали бороться — высаживались искусственные леса. Если до революции крестьяне стихийно, стремясь закрепить пески, применяли насаждения шелюги, то в советский период в Алешковских песках действовала Нижнеднепровская научно-исследовательская станция облесения песков Украинского НИИ лесного хозяйства, были созданы несколько лесных хозяйств. В 1953—1973 годах крупные посадки лесов, чередующихся с садами и виноградниками, были проведены под руководством В. Н. Виноградова. Сейчас здесь растут сосны, белые акации, берёзы и другие деревья. Процесс движения песков удалось сдержать.

## Экология
Основные факторы, влияющие на экологическую ситуацию в регионе, — уменьшение площади леса и уменьшение слоя песка. Уменьшение площади леса вызвано вырубкой, пожарами, естественной гибелью сосновых насаждений, неспособных к самовоспроизводству, и может привести к расширению песчаного массива. С другой стороны, бесконтрольное использование песка для строительных целей и размещение сельскохозяйственных объектов в регионе приводит к понижению уровня грунтовых вод и к их загрязнению, что может лишить жителей региона качественной питьевой воды и негативно повлияет на лес.

## Военное и иное использование

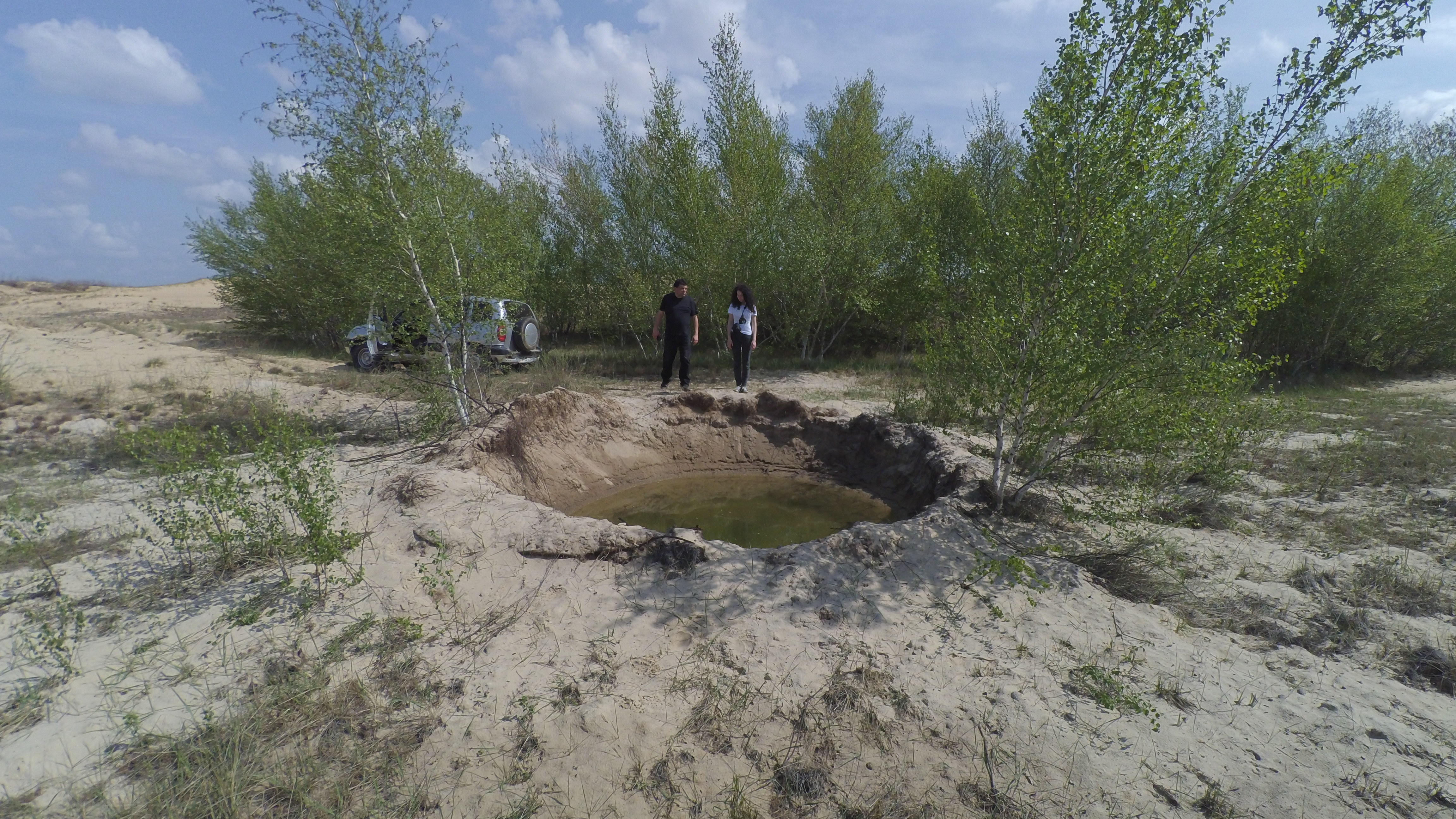
Военные учения 2016

Ранее в Алешковских песках к югу от села Казачьи Лагери находился военный полигон, на котором отрабатывали бомбометания лётчики из стран Варшавского договора. В связи с этим было ограничено научное исследование региона. До сих пор в песках находят неразорвавшиеся боеприпасы.
В 2017 году Алешковские пески в ходе командно-штабных учений «Непоколебимая стойкость-2017» были использованы в качестве полигона сухопутных войск Украины.
Советские кинематографисты Киностудии имени М. Горького снимали на фоне пейзажей Алешковских песков сцены в пустыне для фильма-сказки Бориса Рыцарева «Волшебная лампа Аладдина» (1966), хотя в основном картина снималась в Крыму.
В сентябре  2021 года в национальном парке «Олешковские пески» на территории массива прошёл Фестиваль современного искусства Dream ГОГОЛЬFEST, главным событием которого стал ночной перформанс под музыку DakhaBrakha в стиле этно-хаос (именно так называют своё направление участники группы). Слушатели, разместившиеся среди барханов, одновременно были зрителями светового шоу. Перформанс под названием «30 из 40», посвящённый 30-летию независимости Украины, по замыслу режиссера Владислава Троицкого, построен на переосмыслении странствий библейского Моисея, аллюзию на которые содержит название представления. Поэтому идеальной сценой для представления стал здешний пейзаж, напоминающий пустыню.